# Alfred Goodey
Alfred Edward Goodey (1878-1945) era un col·leccionista de pintures, impressions i fotografies, especialment aquelles que connectaven amb les ciutats de les Midlands angleses, especialment les de Derby on va néixer, viure i morir.

## Biografia
Els pares d'Alfred Edward Goodey van ser William Henry i Rhoda Goodey. Alfred naixia a Derby el 1878. Se'l va educar a casa i a l'Escola de Whitworth abans que assistís a la reconeguda Derby School of Art. Va començar a recollir olis, aquarel·les, impressions i fotografies el 1886, buscant-ne tan enfora com ara Amèrica tot el que tingués relació amb Derby. Fins i tot buscava artistes per pintar vistes contemporànies de Derby, ansiós d'enregistrar-ne tot allò que podria ésser demolir o canviat en un futur.

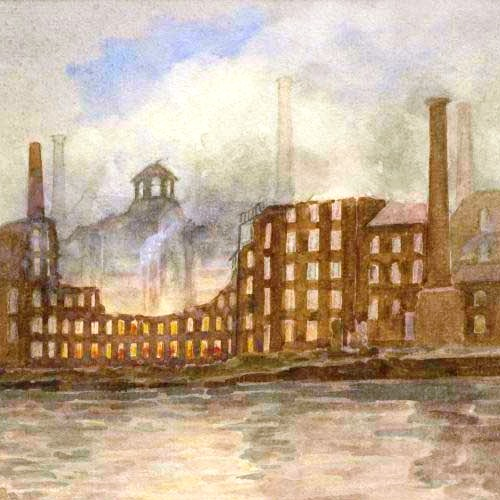
Alfred John Keene: Fire at the Derby silk mill, 1910

Goodey tenia una gran gamma d'interessos incloent-hi història natural i l'excursionisme a Derbyshire. Era un actor amateur d'obres de Shakespeare. Va crear un grup d'aficionats a les obres de Shakespeare, van crear l'obra "The Loft", els assaigs es feien prop de la seva pròpia casa a Lambourne Road. Se l'ha descrit com un home de ciutat amb una plena barba i bigoti que freqüentava el seu pub favorit ubicat a Sadler Gate, allí parlava dels assumptes del dia. Tanmateix era el seu interès en l'art que el va portar a la presidència del Club de Derby. Amb el seu ull perspicaç per a la pintura sobre Derby van ajudar a la història del registre Derby que assegurava la seva notabilitat.
Goodey amassava un registre notable de material sobre Derby del segle xix i principis del XX. El 1936 va donar 500 pintures al Derby Museum and Art Gallery. També va portar a la ciutat obres d'art llunyanes i va donar 13.000₤ per construir una extensió al Museu. Moria a Derby el 1945 i el museu ara disposa no solament de la col·lecció de Goodey sinó la col·lecció més gran de pintures de Joseph Wright. La col·lecció de Goodey incloïa pintures d'Alfred John Keene, un membre de la família Keene de Derby que incloïa el seu pare i el fotògraf Richard Keene que publicava el Telègraf de Derby, i el seu germà William Caxton Keene. Tres de les pintures donades al Derby Museum and Art Gallery per Goodey eren de l'artista Ernest Ellis Clark. Un altre era de C.T. Moore. Les imatges de la seva col·lecció han estat publicades per l'ajuntament de Derby al llibre Goodey's Derby.